# Monsieur le duc (film, 1931)
Pour les articles homonymes, voir Monsieur le duc.
Pour plus de détails, voir Fiche technique et Distribution.
Monsieur le duc est un film français réalisé par Jean de Limur, sorti en 1931.

## Synopsis
Le duc de Latour-Maubert tombe amoureux d'une intrigante alors qu'il ferait mieux de penser aux affaires de la famille ruinée, en épousant une riche américaine !

## Fiche technique
- Titre : Monsieur le duc
- Réalisation : Jean de Limur
- Scénario : Jean de Limur, Jacques Natanson
- Photographie : Georges Asselin
- Décors : Guy de Gastyne
- Production : Bernard Natan, Émile Natan
- Société de production : Pathé
- Pays d'origine :  France
- Format : Noir et blanc - 35 mm - 1,37:1
- Genre : Comédie
- Durée : 81 minutes
- Date de sortie : 
  - France, 27 février 1931

## Distribution
- Alice Field : Joyce Miller
- Henry Defreyn : le duc de Latour-Maubert
- Suzanne Devoyod : la marquise
- Héléna Manson : la secrétaire
- Jules Mondos : l'évêque
- Guy Favières : James
- Stella Arbenina : Mrs. Miller
- Teddy Dargy : Hélène de Luzançon
- Sylvio de Pedrelli : Demetrios Platinopoulos
- Guy Vonelly : Henri
- Lucien Dayle
- Raymond Cordy